# Jussi Jokinen
Jussi Jokinen (* 1. dubna 1983, Kalajoki) je bývalý finský hokejový útočník. Není v žádném příbuzenském vztahu s finským útočníkem Olli Jokinenem z Nashville Predators.

## Hráčská kariéra

### Finsko
Svou hokejovou kariéru začal v rodném Finsku, konkrétně v klubu z rodného města JHT Kalajoki. Od patnácti let hrával za juniorské výběry týmu Kärpät Oulu. V sezóně 2001/02 se poprvé dostal do seniorském výběru tohoto týmu hrajícího nejvyšší finskou soutěž. V klubu strávil celkem 4 sezóny, ve kterých získal s klubem celkem dva mistrovské tituly. Kromě toho, každou sezónu v klubu zvyšoval své bodové statistiky.

### Dallas Stars
V roce 2001 byl draftován týmem Dallas Stars v šestém kole jako 192. celkově. Ve své první sezóně v zámoří si získal obdiv jako specialista na samostatné nájezdy, když ještě 18. března 2006 před zápasem se San Jose Sharks měl na svém kontě devět proměněných nájezdů z devíti. Až finský brankář Vesa Toskala přerušil tohle to jeho kouzlo. Na konci sezóny měl pak na kontě proměněných deset ze třinácti nájezdů. Často hrával v jedné lajně se svými krajany Niko Kapanenem a Antti Miettinenem. Sezónu dokončil jako čtvrtý nejlepší nováček, když zaznamenal v 81 utkáních 17 branek a 38 asistencí, v playoff pak zaznamenal v pěti hrách dva góly a jednu asistenci. V sezóně 2006/07 se spolu s ním utvořila v týmu Stars silná skupina finských hráčů ve složení Hagman, Lehtinen a Miettinen. V této sezóně si na své konto připsal z 82 zápasů 48 bodů. Po skončení ročníku podepsal s Dallasem nový dvouletý kontrakt. Novou sezónu 2007/08 zahájil dobře, když 16. listopadu 2007 vstřelil čtyři branky proti týmu Colorado Avalanche a podílel se tak na vítězství svého týmu 6:1. Během přestupového období 26. února 2008 ho Dallas spolu s Mikem Smithem a Jeffem Halpernem vyměnil do Tampy Bay Lightning za Brada Richardse, Johana Holmqvista a čtvrtou volbou v draftu 2008.

### Tampa Bay Lightning
Zbytek sezóny tedy dohrál v týmu Tampy Bay, se kterou se nedostal do bojů o Stanleyův pohár, protože se ve své konferenci umístila na posledním místě. V sezóně 2008/09 se v týmu urodila velká konkurence a Jokinen se tak občas nedostal ani do základu. Dne 4. února 2009 byl umístěn na přestupovou listinu a později 7. února byl vyměněn do Caroliny Hurricanes výměnou za Wada Brookbanka, Josefa Melichara a čtvrtou volbou v draftu 2009. V dresu Lightning odehrál celkem dvě sezóny, za které nasbíral 30 bodů.

### Carolina Hurricanes

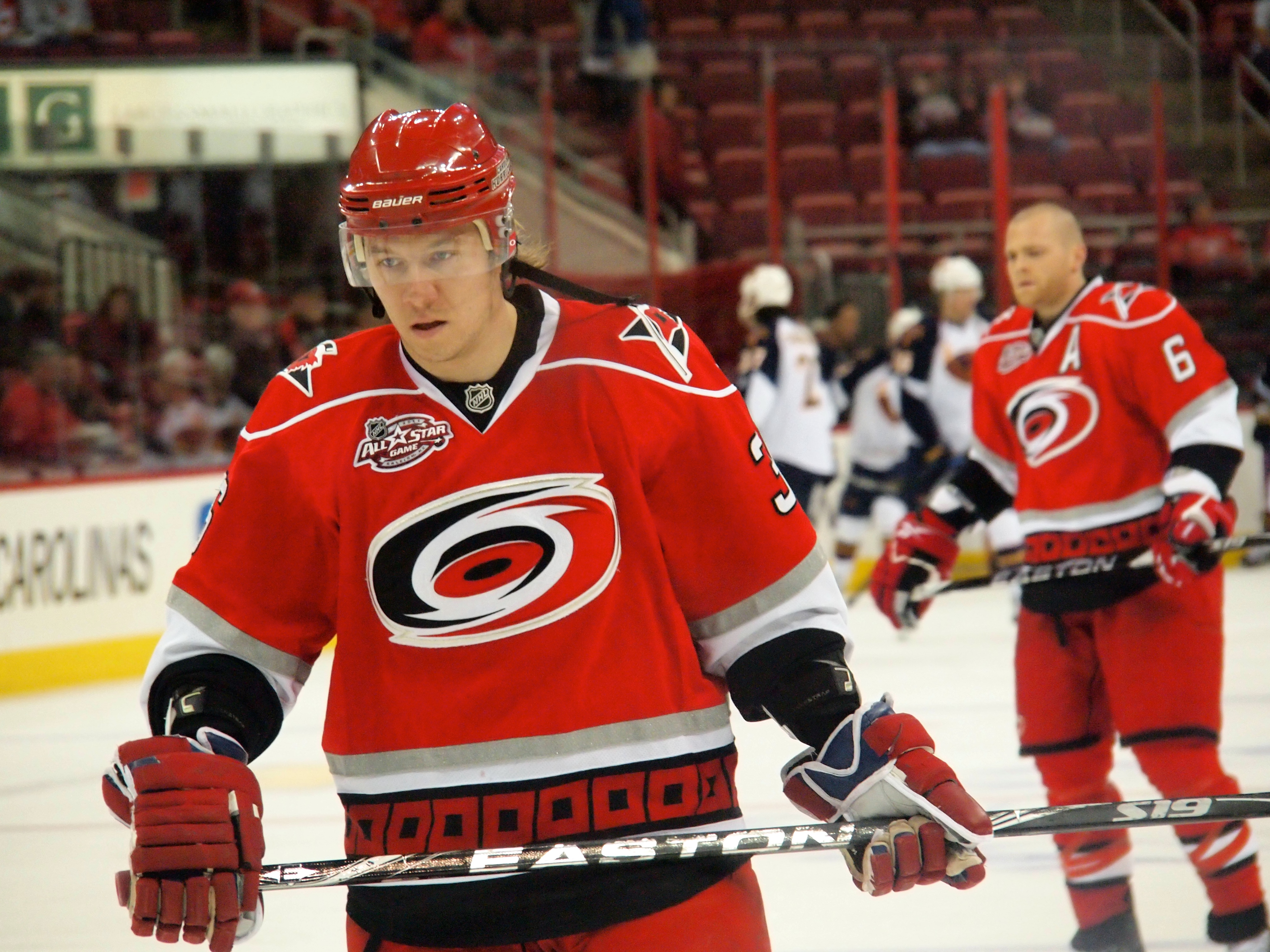
V dresu Hurricanes pi rozbruslení v zápase proti Atlantě Trashers

V novém týmu si do konce základní části připsal 11 bodů za gól a 10 přihrávek. S týmem postoupil z 6. místa ve východní konferenci do playoff. Ve čtvrtém zápase čtvrtfinále proti týmu New Jersey Devils vstřelil vítězný gól kanadskému brankáři Martinu Brodeurovi, kdy do konce utkání zbývali pouhé 0,2 sekundy a dovedl tak svůj tým k výhře 4:3. Carolina došla až do finále konference, kde nestačila na pozdějšího vítěze celé soutěže Pittsburgh Penguins, kterému podlehla 4:0 na zápasy. Po konci sezóny 29. června 2009 s ním Hurricanes prodloužili smlouvu o dva roky, za které si v sezóně 2009/10 vydělal půldruhého miliónu dolarů, v další pak dostal 1,9 mil. dolarů. V nové sezóně často nastupoval ve formaci spolu s krajanem Tuomo Ruutuem a kapitánem týmu Ericem Staalem. S Carolinou se nedostal do bojů o Stanleyův pohár, avšak s 30 góly byl nejlepším střelcem mužstva. Během sezóny 2010/11 hrál hlavně na pravém křídle s Ruutuem na středu a Jeffem Skinnerem na levém postu. I když s Hurricanes opět nepostoupil do vyřazovacích bojů, tak to pro něj byla další povedená sezóna, ve které si na své konto připsal 52 kanadských bodů za 19 branek a 33 přihrávek. Dne 30. června 2011 podepsal s Hurricanes nový tříletý kontrakt, který mu měl zaručit roční příjem ve výši tří milionů dolarů. V novém ročníku 2011/12 byl druhým nejproduktivnějším hráčem týmu za Ericem Staalem, když si v 79 zápasech připsal 46 bodů za 12 gólů a 34 asistencí. Během výluky v NHL v sezóně 2012/13 působil ve svém bývalém klubu Kärpätu Oulu, kde si před obnovením ročníku připsal 21 bodů. Po skončení výluky v NHL se vrátil zpět za vekou louži. Na konci března 2013 byl umístěn na listinu nechráněných hráčů, nikdo si ho z ní ale nestáhl. Těsně poté 3. dubna 2013 byl vyměněn do Pittsburghu Penguins za šestou nebo sedmou volbou v draftu 2013.

### Pittsburgh Penguins
Finský hokejista ozdobil svou premiéru v dresu Penguins gólem a proměněným nájezdem v penaltovém rozstřelu nad New Yorkem Rangers, čímž pomohl svému novému týmu k těsné výhře 2:1. Do konce základní části pak zaznamenal v 10 zápasech celkem 11 bodů. V playoff s týmem došel do finále východní konference, kde byl nad jeho síly Boston Bruins, se kterým prohrál 4:0 na zápasy. 8. října 2013, v nové sezóně 2013/14 vstřelil svůj první hattrick v dresu Penguins proti svému bývalému týmu Carolina Hurricanes a pomohl tak k vítězství svého mužstva 5:2. Jokinen prožil nejproduktivnějšího období od roku 2010, když si v základní části celkem připsal 57 bodů v 81 zápasech.

### Florida Panthers
Dne 1. července 2014 podepsal s představiteli týmu Florida Panthers čtyřletou smlouvu v hodnotě 4 miliónů dolarů za sezónu, dohromady si tedy přijde za čtyři roky na 16 miliónů dolarů.
Dne 19. května 2021 oznámil ukončení hráčské kariéry.

### Klubové statistiky
| Sezona     | Klub                  | Soutěž       | Základní část | Základní část | Základní část | Základní část | Základní část | Play off | Play off | Play off | Play off | Play off |
| Sezona     | Klub                  | Soutěž       | Z             | G             | A             | B             | TM            | Z        | G        | A        | B        | TM       |
| ---------- | --------------------- | ------------ | ------------- | ------------- | ------------- | ------------- | ------------- | -------- | -------- | -------- | -------- | -------- |
| 2001/02    | Kärpät Oulu           | SM-liiga     | 54            | 10            | 6             | 16            | 38            | 4        | 1        | 0        | 1        | 0        |
| 2002/03    | Kärpät Oulu           | SM-liiga     | 51            | 14            | 23            | 37            | 10            | 15       | 2        | 1        | 3        | 33       |
| 2003/04    | Kärpät Oulu           | SM-liiga     | 55            | 15            | 23            | 38            | 20            | 15       | 3        | 4        | 7        | 6        |
| 2004/05    | Kärpät Oulu           | SM-liiga     | 56            | 23            | 24            | 47            | 24            | 12       | 3        | 4        | 7        | 2        |
| 2005/06    | Dallas Stars          | NHL          | 81            | 17            | 38            | 55            | 30            | 5        | 2        | 1        | 3        | 0        |
| 2006/07    | Dallas Stars          | NHL          | 82            | 14            | 34            | 48            | 18            | 4        | 0        | 1        | 1        | 0        |
| 2007/08    | Dallas Stars          | NHL          | 52            | 14            | 14            | 28            | 14            | —        | —        | —        | —        | —        |
| 2007/08    | Tampa Bay Lightning   | NHL          | 20            | 2             | 12            | 14            | 4             | —        | —        | —        | —        | —        |
| 2008/09    | Tampa Bay Lightning   | NHL          | 46            | 6             | 10            | 16            | 16            | —        | —        | —        | —        | —        |
| 2008/09    | Carolina Hurricanes   | NHL          | 25            | 1             | 10            | 11            | 12            | 18       | 7        | 4        | 11       | 2        |
| 2009/10    | Carolina Hurricanes   | NHL          | 81            | 30            | 35            | 65            | 36            | —        | —        | —        | —        | —        |
| 2010/11    | Carolina Hurricanes   | NHL          | 70            | 19            | 33            | 52            | 24            | —        | —        | —        | —        | —        |
| 2011/12    | Carolina Hurricanes   | NHL          | 79            | 12            | 34            | 46            | 54            | —        | —        | —        | —        | —        |
| 2012/13    | Kärpät Oulu           | SM-liiga     | 21            | 7             | 14            | 21            | 10            | —        | —        | —        | —        | —        |
| 2012/13    | Carolina Hurricanes   | NHL          | 33            | 6             | 5             | 11            | 18            | —        | —        | —        | —        | —        |
| 2012/13    | Pittsburgh Penguins   | NHL          | 10            | 7             | 4             | 11            | 6             | 8        | 0        | 3        | 3        | 4        |
| 2013/14    | Pittsburgh Penguins   | NHL          | 81            | 21            | 36            | 57            | 18            | 13       | 7        | 3        | 10       | 10       |
| 2014/15    | Florida Panthers      | NHL          | 81            | 8             | 36            | 44            | 34            | —        | —        | —        | —        | —        |
| 2015/16    | Florida Panthers      | NHL          | 81            | 18            | 42            | 60            | 42            | 6        | 1        | 3        | 4        | 4        |
| 2016/17    | Florida Panthers      | NHL          | 69            | 11            | 17            | 28            | 39            | —        | —        | —        | —        | —        |
| 2017/18    | Vancouver Canucks     | NHL          | 14            | 4             | 6             | 10            | 2             | —        | —        | —        | —        | —        |
| 2017/18    | Los Angeles Kings     | NHL          | 18            | 1             | 4             | 5             | 4             | —        | —        | —        | —        | —        |
| 2017/18    | Columbus Blue Jackets | NHL          | 14            | 0             | 1             | 1             | 4             | —        | —        | —        | —        | —        |
| 2017/18    | Edmonton Oilers       | NHL          | 14            | 0             | 1             | 1             | 2             | —        | —        | —        | —        | —        |
| 2018/19    | EHC Kloten            | Swiss League | 7             | 2             | 10            | 12            | 2             | —        | —        | —        | —        | —        |
| 2018/19    | Kärpät Oulu           | Liiga        | 14            | 6             | 14            | 20            | 4             | 16       | 2        | 7        | 9        | 20       |
| 2019/20    | Kärpät Oulu           | Liiga        | 47            | 9             | 25            | 34            | 43            | —        | —        | —        | —        | —        |
| 2020/21    | Kärpät Oulu           | Liiga        | 51            | 9             | 17            | 26            | 14            | 5        | 2        | 1        | 3        | 2        |
| NHL celkem | NHL celkem            | NHL celkem   | 951           | 191           | 372           | 563           | 377           | 54       | 17       | 15       | 32       | 20       |

## Reprezentační kariéra
Ve finské hokejové reprezentaci debutoval na MS do 18 let v roce 2001, kdy se podílel dvěma góly na zisku bronzové medaile. Na juniorském šampionátu v Česku vybojoval s týmem bronzové medaile, když byl s osmi body nejproduktivnějším hráčem svého mužstva. Na MSJ v roce 2003 výrazně pomohl šesti góly mužstvu k obhajobě bronzových medailích. Na seniorském mistrovství světa se poprvé objevil v roce 2005, ze sedmi zápasů získal jeden bod, když zaznamenal jednu asistenci v zápase základní skupiny proti Dánsku. V roce 2006 byl nominovaný na olympijské hry v Turíně, kde s týmem prošel až do finále, ve kterém podlehl výběru Švédska. Na mistrovstvích světa 2006 a 2008 získal s týmem bronzové medaile, když v prvním případě v boji o cenný kov zdolali Kanadu a v druhém Švédsko. V roce 2010 jej finský trenér Jukka Jalonen nepovolal na olympijské hry ve Vancouveru a byl za to veřejností tvrdě kritizován. Následně se zúčastnil MS v Německu, kde s týmem nestačili ve čtvrtfinále na samostatné nájezdy pozdějšímu vítězi celého turnaje Česku. Na společném MS ve Švédsku a Finsku postoupil s týmem až o boje o medaile, avšak po vyřazení v semifinále s Ruskem prohráli i rozhodující duel o bronz s Českem. V lednu 2014 ho Erkka Westerlund nominoval na jeho druhé olympijské hry, které se tentokrát uskutečnily v ruské Soči. S týmem vybojoval bronzové medaile, když v boji o bronz porazili USA poměrem 5:0. Na šampionátu v Česku v roce 2015 nestačil s finským týmem ve čtvrtfinále na domácí výběr, kterému podlehl 3:5 a skončil tak na konečném 6. místě. Na turnaji působil jako kapitán a s 11 body byl nejproduktivnějším hráčem svého týmu.

### Reprezentační statistiky
| 2001            | Finsko          | MS18            | 6  | 2  | 0  | 2  | 2  | . místo  |
| 2002            | Finsko          | MSJ             | 7  | 2  | 6  | 8  | 2  | . místo  |
| 2003            | Finsko          | MSJ             | 7  | 6  | 2  | 8  | 2  | . místo  |
| 2005            | Finsko          | MS              | 7  | 0  | 1  | 1  | 2  | 7. místo |
| 2006            | Finsko          | ZOH             | 8  | 1  | 3  | 4  | 2  | . místo  |
| 2006            | Finsko          | MS              | 9  | 2  | 6  | 8  | 2  | . místo  |
| 2008            | Finsko          | MS              | 9  | 1  | 3  | 4  | 4  | . místo  |
| 2010            | Finsko          | MS              | 7  | 2  | 1  | 3  | 20 | 6. místo |
| 2012            | Finsko          | MS              | 10 | 5  | 4  | 9  | 8  | 4. místo |
| 2014            | Finsko          | ZOH             | 6  | 2  | 3  | 5  | 0  | . místo  |
| 2015            | Finsko          | MS              | 8  | 3  | 8  | 11 | 0  | 6. místo |
| 2016            | Finsko          | MS              | 10 | 3  | 7  | 10 | 2  | . místo  |
| 2016            | Finsko          | SP              | 3  | 0  | 1  | 1  | 2  | 8. místo |
| Junioři celkově | Junioři celkově | Junioři celkově | 23 | 11 | 11 | 22 | 10 |          |
| Senioři celkově | Senioři celkově | Senioři celkově | 72 | 17 | 36 | 53 | 36 |          |